# خط طول 48° غرب
خط طول 48° غرب هو أحد خطوط الطول الجغرافية، والتي تمتد من القطب الشمالي الجغرافي إلى القطب الجنوبي الجغرافي، وحسب التحويل الزمني يتأخر خط طول 48° غرب عن خط غرينتش بـ3 ساعات و12 دقيقة.

## من القطب إلى القطب
ينطلق خط طول 48° غرب من القطب الشمالي نحو القطب الجنوبي مرورا بالمناطق التي ترد في الجدول التالي:
| الإحداثيات                         | البلد أو الإقليم أو البحر | ملاحظات |
| ---------------------------------- | ------------------------- | --- |
| 90°0′N 48°0′W / 90.000°N 48.000°W  | المحيط المتجمد الشمالي    | |
| 83°41′N 48°0′W / 83.683°N 48.000°W | بحر لنكولن                | |
| 82°53′N 48°0′W / 82.883°N 48.000°W | جرينلاند                  | جزيرة جون موراي [لغات أخرى]‏ |
| 82°46′N 48°0′W / 82.767°N 48.000°W | المحيط المتجمد الشمالي    | |
| 82°30′N 48°0′W / 82.500°N 48.000°W | Victoria Fjord            | |
| 82°17′N 48°0′W / 82.283°N 48.000°W | جرينلاند                  | |
| 60°41′N 48°0′W / 60.683°N 48.000°W | المحيط الأطلسي            | |
| 0°43′S 48°0′W / 0.717°S 48.000°W   | البرازيل                  | بارا مارانهاو — from 4°45′S 48°0′W / 4.750°S 48.000°W توكانتينس — from 5°14′S 48°0′W / 5.233°S 48.000°W غوياس — from 13°15′S 48°0′W / 13.250°S 48.000°W القطاع الفدرالي — from 15°30′S 48°0′W / 15.500°S 48.000°W, passing just west of برازيليا (at 15°47′S 47°54′W / 15.783°S 47.900°W) Goiás — from 16°2′S 48°0′W / 16.033°S 48.000°W ميناس جرايس — from 18°27′S 48°0′W / 18.450°S 48.000°W ساو باولو (ولاية) — from 20°5′S 48°0′W / 20.083°S 48.000°W |
| 25°13′S 48°0′W / 25.217°S 48.000°W | المحيط الأطلسي            | |
| 60°0′S 48°0′W / 60.000°S 48.000°W  | المحيط الجنوبي            | |
| 72°32′S 48°0′W / 72.533°S 48.000°W | القارة القطبية الجنوبية   | المطالب الإقليمية بالقارة القطبية الجنوبية by both الأرجنتين (المقاطعة الأرجنتينية بالقارة القطبية الجنوبية) and المملكة المتحدة (المقاطعة البريطانية بالقارة القطبية الجنوبية) |